# Perdiu d'esperons roja
La perdiu d'esperons roja (Galloperdix spadicea) és una espècie d'ocell de la família dels fasiànids (Phasianidae) que habita zones amb arbres, arbusts o bambú al nord-oest de l'Índia i oest de Nepal.